# Зграда у Ул. Краља Петра I бр. 8 у Сомбору
Зграда у Ул. Краља Петра I. 8 у Сомбору (Палата Николића) подигнута је крајем 19. века и представља непокретно културно добро као споменик културе од великог значаја.

## Изглед зграде
Зграда је саграђена према пројекту архитекте Bernhardt Karoly за Ђуру Николића, познатог сомборског адвоката и градоначелника. Представља једноспратну грађевину обрађену у еклектичном духу, која је задржала је аутентичан изглед на првом спрату, док је приземље готово у целости девастирано, сем улазне капије полукружног облика фланкиране са два коринтска пиластра.
Први спрат рашчлањен је раскошно обрађеним пиластрима на прозорима и вратима, надвишеним тимпанонима и картушама у облику стилизованих шкољки и гирланди са ружама. Поред балкона изнад главног улаза, са стране су балкони на конзолама наткривени балдахинима и раскошно обрађеном пластиком. Изнад њих су куполе са лантернама на конзолама, као и кровни венац.
Конзерваторски радови изведени су 1988. године.